# Enzo Sereni
Pour les articles homonymes, voir Sereni.
Enzo Sereni (אנצו סירני), né le 17 avril 1905 à Rome et mort le 18 novembre 1944 à Dachau, fut un sioniste italien, cofondateur du Kibboutz Guivat-Brener, intellectuel, avocat de la coexistence Juifs-Arabes et pendant la Seconde Guerre mondiale, un combattant de la Résistance qui fut parachuté en Italie occupée par les Allemands, capturé par ceux-ci et exécuté au camp de concentration de Dachau.
Sereni a écrit plusieurs livres, de nombreux articles et entretenu une grande correspondance avec des personnalités.
Le Kibboutz Netzer Sereni (en) porte son nom.

## Biographie
Sereni naît à Rome le 17 avril 1905 d'une famille juive italienne aisée : son père étant le médecin personnel du roi d'Italie, son frère Emilio Sereni un futur ministre communiste et son grand-père maternel Pellegrino Pontecorvo un grand industriel. Ses parents sont des Juifs très assimilés à la société italienne, mais il est acquis dès son jeune âge aux idées du sionisme, dans lesquelles il s'implique activement. Il est d'ailleurs le précurseur dans son pays, du retour à Sion allié aux idéaux socialistes. À l'université de Rome, il obtient un doctorat en philosophie, et en 1927 émigre en Palestine mandataire. Il travaille un premier temps dans les orangeraies de Rehovot et contribue à la fondation du kibboutz Guivat-Brener. En tant que fervent défenseur des idées du socialisme, il adhère à différentes organisations ouvrières ainsi qu'à la Histadrout. Cet attachement au socialisme provient de son contact et de son opposition au fascisme qu'il connut auparavant en Italie. Sereni est connu en Palestine pour son pacifisme, et en 1936, lors des émeutes arabes, il refuse de porter l'arme quand vient son tour de garde.

### Missions à l'étranger
Durant les années 1930, Enzo Sereni part pour l'étranger, et de 1931 à 1934, il représente le mouvement kibboutzique aux États-Unis. En Europe, il organise l'émigration de jeunes Juifs vers la Palestine grâce à Alya jeunesse. Il fut arrêté un moment par la Gestapo. Il aida à l'organisation du mouvement Hechalutz dans l'Allemagne nationale-socialiste et fut également impliqué dans l'aide à la sortie clandestine d'Allemagne d'argent et de personnes.
En 1931, Sereni part pour l'Allemagne en tant qu'émissaire d'une alliance d'immigrants pour persuader les jeunes Juifs allemands d'immigrer en Palestine. En 1936, il va aux États-Unis pour une mission d'immigration. 
Après le déclenchement de la Seconde Guerre mondiale, il repart dans les pays d'Europe en 1940 qui ne sont pas encore occupés par les nazis pour y persuader les Juifs d'émigrer. Après son retour dans le Yichouv, il rejoint l'armée britannique et participe à la diffusion de propagande anti-fasciste en Égypte auprès des prisonniers de guerre italiens. 
En 1942, il part pour le compte de la Hagana à Bagdad, avec comme couverture une affaire à traiter entre la firme Solel Bona (he), en Irak et l'armée britannique. Son travail consiste à localiser et à former des groupes sionistes dans ce pays, à monter différentes filières clandestines d'émigration vers la Palestine destinées à la communauté juive irakienne, à y former un groupe de conseillers des membres du mouvement HeHalutz et des mouvements de jeunesse affiliés, afin d'organiser l'enseignement de l'hébreu à ces jeunes, organiser la formation des jeunes appropriés et l'auto-défense de la communauté. À son retour en Terre d'Israël, il est arrêté et incarcéré par les autorités britanniques, pour falsification de passeports. Il commence alors une grève de la faim, qui amène les Britanniques à le libérer quelque temps plus tard.
En 1943, il rejoint les soldats juifs combattant dans le sud de l'Italie et est parmi les premiers Juifs à rencontrer les Juifs de San Nicandro.

#### Dernière mission
Malgré l'opposition des chefs de la communauté juive de Palestine, Sereni s'engage dans le programme de parachutage de Juifs du Yichouv, collaborant avec les autorités britanniques et l'Agence juive et dont il a été un des artisans. Le but de ces unités, entraînées par le service secret britannique Special Operations Executive (SOE) et parachutées derrière les lignes ennemies en Europe, est de prendre contact avec les différents groupes de partisans et d'aider les communautés juives en danger. Sur environ 250 volontaires, environ 110 furent sélectionnés pour l'entraînement et 33 furent réellement parachutés en Europe, dont Sereni malgré son âge relativement avancé, 39 ans, Hannah Szenes et Haviva Reik.

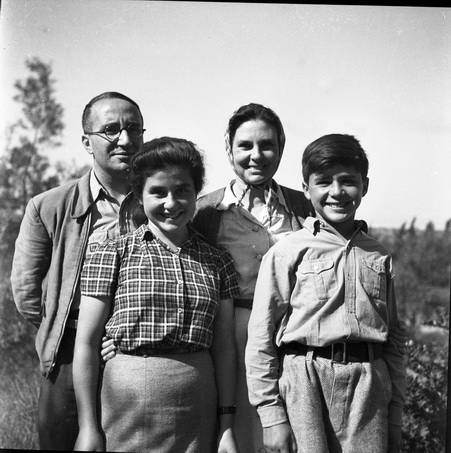
Séance de photos en mai 1944, avant de partir pour sa dernière mission en Europe en mai 1944 : de gauche à droite : Enzo, Hagar, Ada et son fils Daniel.

Le 15 mai 1944, Sereni est parachuté au Nord de l'Italie, pour prendre contact avec des résistants et coordonner leurs actions avec celles des Alliés. Mais, il est immédiatement capturé et envoyé au camp de concentration de Dachau où il sera fusillé le 18 novembre 1944 par ordre spécial.
La femme d'Enzo, Ada, née di Torre, participe à l'organisation de l'immigration clandestine, dite Aliyah Bet, en Italie. 
Une catastrophe aérienne est survenue le 29 juillet 1954 lors de l'inauguration d'un monument érigé en mémoire du parachutiste Peretz Goldstein. Daniel Sereni, le fils d'Enzo, et Ofra, son épouse enceinte font partie des 17 morts. 
Sa nièce, Ada Feinberg-Sereni, est une femme politique, ancien membre de la Knesset.
Sereni a rédigé quelques ouvrages dont le thème principal est le pacifisme et la cohabitation entre Juifs et Arabes en Palestine. En 1947, son œuvre Printemps sacré est publiée post-mortem.

## Honneurs et mémoire
Le nom de Enzo Sereni a été donné à un bateau parti de Vado en Italie, participant à l'immigration juive clandestine en Palestine en 1946.
Un tombeau vide a été installé en sa mémoire, surmonté d'un monument à la gloire des parachutistes du pays tombés en Europe, dans le cimetière militaire du mont Herzl à Jérusalem. 
Des rues sont baptisées de son nom, à Beer-Sheva, Haïfa, Herzliya, Kfar Saba, Petah Tikvah, dans le moshav Oudim, et enfin le Kibboutz Netzer-Sereni rappelle sa mémoire dans son nom. 
|                                                                                              |
| Le navire Enzo Sereni, dans le port de Haïfa, arraisonné par les Anglais, le 17 janvier 1946 |

|                                                                                                  |
| La tombe vide dédiée au souvenir d'Enzo Sereni au cimetière militaire du mont Herzl à Jérusalem. |

## Œuvres
- (he) אנצו סרני (trad. Caleb Castelvolonzi), האביב הקדוש : יומנים, מכתבים, מאמרים [« Le printemps sacré : journal, lettres, articles »], Tel Aviv, ספריה לדור, coll. « עם עובד »,‎ 1947
- (en) Enzo Sereni et R.E. Ashery, Jews and Arabs in Palestine : studies in a national and colonial problem, New York, Hechalutz Press, 1936
- (it) Enzo Sereni, La questione ebraica, Rome, Hechaluz, 1946
- (it) Enzo Sereni, Vita e brani scelti, Milan, Gruppo Sionistico Milanese Hechaluz Keren Kajemeth Leisrael, 1947 (5708)
- (it) Enzo Sereni (préf. Maria Grazia Meriggi, postface David Bidussa), Le origini del fascismo : a cura di Yacob Viterbo, vol. 74), Florence, Scandicci, coll. « Nuova Italia (Biblioteca di storia) », 1998titre à l'origine (it) Origini del fascismo italiano, 1939
- (it) Enzo Sereni et Emilio Sereni, Politica e utopia : lettere 1926-1943 : a cura di David Bidussa e Maria Grazia Meriggi, vol. 86, Florence, coll. « Nuova Italia (Biblioteca di storia) », 2000

## Sources et liens externes
- (en) « Zionism and Israel - Biographies : Biography - Enzo Sereni », sur Zionism-Israel (consulté le 15 janvier 2020).
- (en) « Jewish Virtual Library » (consulté le 15 janvier 2020).
- (it) Giulio Meotti, « 60 anni d’Israele, la figura dell’eroe italiano Enzo Sereni », sur Agenzia giornalistica Il Velino (consulté le 15 janvier 2020)
- (it) Giulio Meotti, « La figura di Enzo Sereni »(Archive.org • Wikiwix • Archive.is • Google • Que faire ?)
- Notices d'autorité :   - VIAF
  - ISNI
  - BnF (données)
  - IdRef
  - LCCN
  - GND
  - Italie
  - Espagne
  - Pays-Bas
  - Israël
  - NUKAT
  - Vatican
  - WorldCat